# Mikroconchoecia
Mikroconchoecia is een geslacht van kreeftachtigen uit de klasse van de Ostracoda (mosselkreeftjes).

## Soorten
- Mikroconchoecia acuticosta G.W. Müller, 1906
- Mikroconchoecia curta (Lubbock, 1860)
- Mikroconchoecia echinulata Claus, 1891
- Mikroconchoecia stigmatica G.W. Müller, 1906